# قيادة تبادلية
القيادة التبادلية تقوم على مفهوم بناء العلاقة بين الرئيس والمرؤوسين على أساس الثواب والمكافأة مقابل العمل والإنتاج، والعقاب مقابل عدم العمل وانخفاض الإنتاج.